# Kasongo Ilunga
Pour les articles homonymes, voir Ilunga.
André Kasongo Ilunga (né sans doute le 20 octobre 1972) est un homme politique de la République démocratique du Congo, membre de l’Union des nationalistes fédéralistes du Congo (UNAFEC).
Du 6 février 2007 au 12 février 2007, il est ministre du Commerce extérieur dans le gouvernement d'Antoine Gizenga.
Après sa démission du poste de ministre, selon Le Palmarès, des personnalités politiques suspectent Kasongo d’être un total inconnu ou d’être une personne fictive. Celui-ci étant inconnu de l’entourage du formateur et Premier ministre Antoine Gizenga, il avait été proposé au poste de ministre sur la liste de l’UNAFEC au côté d’Honorius Kisimba Ngoy,,,.